# Diskografie Willa Smithe
Diskografie amerického rappera Willa Smithe.

## Alba

### Studiová alba
| Rok  | Album                                                            | Nejvyšší umístění v hitparádě | Nejvyšší umístění v hitparádě | Nejvyšší umístění v hitparádě | Nejvyšší umístění v hitparádě | Nejvyšší umístění v hitparádě | Certifikace                                         |
| Rok  | Album                                                            | US 200                        | US R&B                        | US Rap                        | UK                            | CAN                           | Certifikace                                         |
| ---- | ---------------------------------------------------------------- | ----------------------------- | ----------------------------- | ----------------------------- | ----------------------------- | ----------------------------- | --------------------------------------------------- |
| 1997 | Big Willie Style - Vydáno: 3. října 1997 - Vydavatel: Columbia   | 8                             | 9                             | -                             | 9                             | 14                            | US: 9x platinová CAN: 6x platinová UK: 2x platinová |
| 1999 | Willennium - Vydáno: 16. listopadu 1999 - Vydavatel: Columbia    | 5                             | 8                             | -                             | 10                            | 6                             | US: 2x platinová CAN: 2x platinová UK: platinová    |
| 2002 | Born to Reign - Vydáno: 25. června 2002 - Vydavatel: Columbia    | 13                            | 13                            | -                             | 24                            | -                             | US: zlatá                                           |
| 2005 | Lost and Found - Vydáno: 29. března 2005 - Vydavatel: Interscope | 6                             | 4                             | 3                             | 15                            | 8                             | US: zlatá UK: stříbrná                              |

### Kompilační alba
- 2002 – Greatest Hits

## Singly

### Solo
| Rok  | Název písně                                       | Pozice v mezinárodních žebříčcích | Pozice v mezinárodních žebříčcích | Pozice v mezinárodních žebříčcích | Pozice v mezinárodních žebříčcích | Pozice v mezinárodních žebříčcích | Certifikace            | Album            |
| Rok  | Název písně                                       | US 100                            | US Pop                            | US Hip-Hop                        | CAN                               | UK                                | Certifikace            | Album            |
| ---- | ------------------------------------------------- | --------------------------------- | --------------------------------- | --------------------------------- | --------------------------------- | --------------------------------- | ---------------------- | ---------------- |
| 1998 | "Gettin' Jiggy wit It"                            | 1                                 | 5                                 | 6                                 | 5                                 | 3                                 | US: zlatá UK: stříbrná | Big Willie Style |
| 1998 | "Just the Two of Us"                              | 20                                | 6                                 | 17                                | 3                                 | 2                                 |                        | Big Willie Style |
| 1998 | "Miami"                                           | 17                                | 7                                 | 73                                | 3                                 | 3                                 |                        | Big Willie Style |
| 1999 | "Wild Wild West" (ft. Dru Hill & Kool Moe Dee)    | 1                                 | -                                 | -                                 | 9                                 | 2                                 | US: zlatá UK: stříbrná | Willenium        |
| 1999 | "Will2K" (ft. K-Ci)                               | 25                                | 13                                | 66                                | 2                                 | 2                                 |                        | Willenium        |
| 2000 | "Freakin' It"                                     | 99                                | 40                                | 77                                | 34                                | 15                                |                        | Willenium        |
| 2002 | "Black Suits Comin' (Nod Ya Head)" (ft. Trā-Knox) | 77                                | 23                                | 92                                | -                                 | 3                                 |                        | Born to Reign    |
| 2005 | "Switch"                                          | 7                                 | 4                                 | -                                 | -                                 | 4                                 | US: zlatá              | Lost and Found   |